# おれの義姉さん
『おれの義姉さん』（おれのあねさん）は、1970年4月1日から同年9月30日まで、フジテレビが制作し、同局系列で毎週水曜日21:00 - 21:56の枠で放送された渥美清が主演した全27回のテレビドラマである。『水曜ドラマシリーズ』の記念すべき第1作。

## 概要
「おれの義姉さん」は、2年前に同じフジテレビで放送された渥美清主演のドラマ「男はつらいよ」の姉妹編とも言うべき作品。渥美清が演じるのは乱暴者でトラブルメーカーの風来坊で役名も寅さんならぬ熊さんであり、前年に映画化され大ヒットした「男はつらいよ」をかなり意識している（「男はつらいよ」でもマドンナ役だった佐藤オリエを始め同作に出演していた杉山とく子、佐藤蛾次郎、佐山俊二等が起用されている）。ヒットドラマ「肝っ玉かあさん」の主演女優京塚昌子と、同じくヒットした「七人の孫」に主演した森繁久彌が共演、豪華な顔合わせが話題となった。

## ストーリー
女手一つでスナック「キャビン」を切り盛りしながら子供達を養う働き者の女性、沖忍(京塚昌子)。亡き夫虎吉が一周忌を迎える時に虎吉の弟を名乗る沖熊吉(渥美清)がやって来る。船乗りとして20年航海に出ていたが久し振りに船を降りて帰って来たのと言うのである。熊吉が出て行ったのは忍と虎吉の結婚前なので誰も顔を知らない。息子たちや忍の姉は虎吉に全く似ていない熊吉を疑うが忍はうなじや声が似ているからと信じることにする。忍一家と同居することになった熊吉はあねさんと慕う忍のために粉骨砕身努力する事を誓うがことごとく失敗し、迷惑のかけ通しである。そんな熊吉であるが「キャビン」の常連で高名な小説家浜野平八郎(森繁久彌)とは妙にウマが合い、良好な友人関係を築く。真砂には一人娘真帆(佐藤オリエ)がおり、熊吉はその美しさに一目惚れしてしまう。しかし真帆には結婚を約束した恋人がいる事を知り傷心の熊吉は船に戻る決意をする。

## キャスト
- 沖熊吉：渥美清
通称熊さん。20年ぶりに帰って来た、自称世界の海を股にかける船乗り。最後はおわい船（糞尿船）の船長として旅立つ。
- 沖忍：京塚昌子
スナック「キャビン」の経営者。熊吉にはあねさんと呼ばれる。事あるごとに騒動を起こす熊吉をかばい続ける。
- 沖望：渡辺篤史
忍の長男。のぞむと読むが熊吉にはのぞみと呼ばれる。母思いの余り、熊吉とは頻繁に衝突する。
- 沖薫：池田秀一
忍の次男。かおると読むが熊吉にはかおりと呼ばれる。いつも騒動のとばっちりを受ける損な役回り。
- 操：杉山とく子
忍の実姉。血縁の無い熊吉が甥達に倣っておばちゃんと呼ぶのを快く思っていない。熊吉のやる事なす事気に入らない模様。
- ガス：佐藤蛾次郎
熊吉の舎弟分。いつ如何なる時にもオナラが出せると言う特技からガスの異名をとる。途中から沖家に同居し、熊吉と共におわい船に乗る。
- 浜野平八郎（浜野真砂）：森繁久彌（特別出演）
小説家名義での名前は浜野真砂。小心翼々とした性格で、未だに母親に頭が上がらない。
- 浜野真帆：佐藤オリエ
平八郎（真砂）の一人娘でお嬢さま育ち。優しく気立てが良いが恋人との結婚を平八郎（真砂）に反対され悩んでいる。
- 浜野吟：沢村貞子
平八郎（真砂）の母。浜野家の事実上の当主。厳しく毅然とした女性で、今も平八郎（真砂）を子供扱いする。
- 和ちゃん：寺田路恵
浜野家のお手伝いさん。明るいお調子者
- 真帆の恋人：山本圭
真帆との結婚話を真砂にけんもほろろの扱いを受け落ち込んでいるところ、何も知らない熊吉のアドバイスを受け勇気を出して再アタックする。
- 郵便屋：佐山俊二
熊吉に無理難題を吹っかけられ抵抗するが「逓信大臣に言うぞ！」と脅しを受け混乱する。
- テレビ番組「小川宏ショー」出演者：小川宏、露木茂、松村満美子／黒柳徹子
熊吉は人気女優(黒柳徹子)の初恋の人として「小川宏ショー」に生出演するが黒柳は全く覚えていない。意気消沈する熊吉を哀れんだ沖一家は「テレビ」と言う言葉を禁句にする。(誰かがつい口にしてしまい一同ヒヤヒヤ、アタフタするお約束のパターンである。)尚、テレビ版「男はつらいよ」でも「車寅次郎」が下着泥棒を捕まえたお手柄の人物として同番組に生出演するエピソードがあった。

## スタッフ
- 企画：小林俊一
- 原案：山田洋次
- 脚本：山田洋次、光畑碵郎、岡田光治、高橋正圀
- 演出：小林俊一
- 音楽：山本直純
- 制作：フジテレビ

## 放送局
水曜ドラマシリーズ#ネット局の節を参照。

## エピソード
この年公開された山田洋次監督の映画「家族」で旅館の主人役の森川信が笑いながら見ているテレビ番組は当作である。